# 正坪站
正坪站（：／ Jeongpyeong yeok */?）是大邱地鐵2號線沿線的一座地下車站，位於韓國慶尚北道慶山市正坪洞。

## 車站結構
站體為2面2線曲線式設計側式月台的地下車站，候車月台設有月台幕門，並有4處出口。

### 月台配置
| 沙月 ↑ |
| \| 上  |
| ↓ 林堂 |

| 月台 | 路線               | 目的地                 |
| ---- | ------------------ | ---------------------- |
| 上行 | ●大邱都市鐵道2號線 | 半月堂、龍山、汶陽方向 |
| 下行 | ●大邱都市鐵道2號線 | 林堂、嶺南大方向       |

## 歷史
- 2012年9月19日：落成啟用。

## 車站周邊
- 正坪初等學校
- 嶺大橋
- 大邱銀行正坪洞分行
- 慶山樂天影城

## 圖片

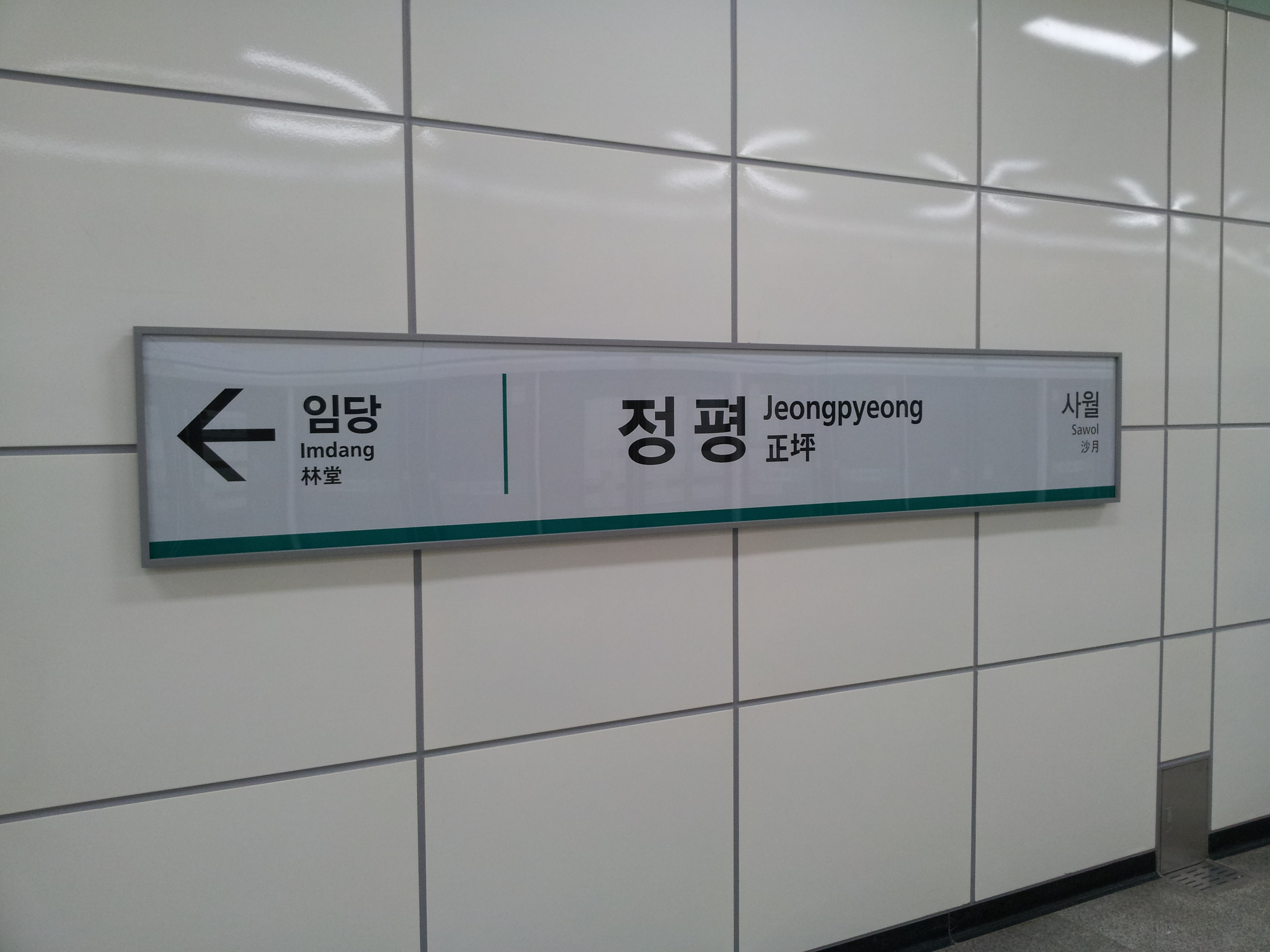
站名牌
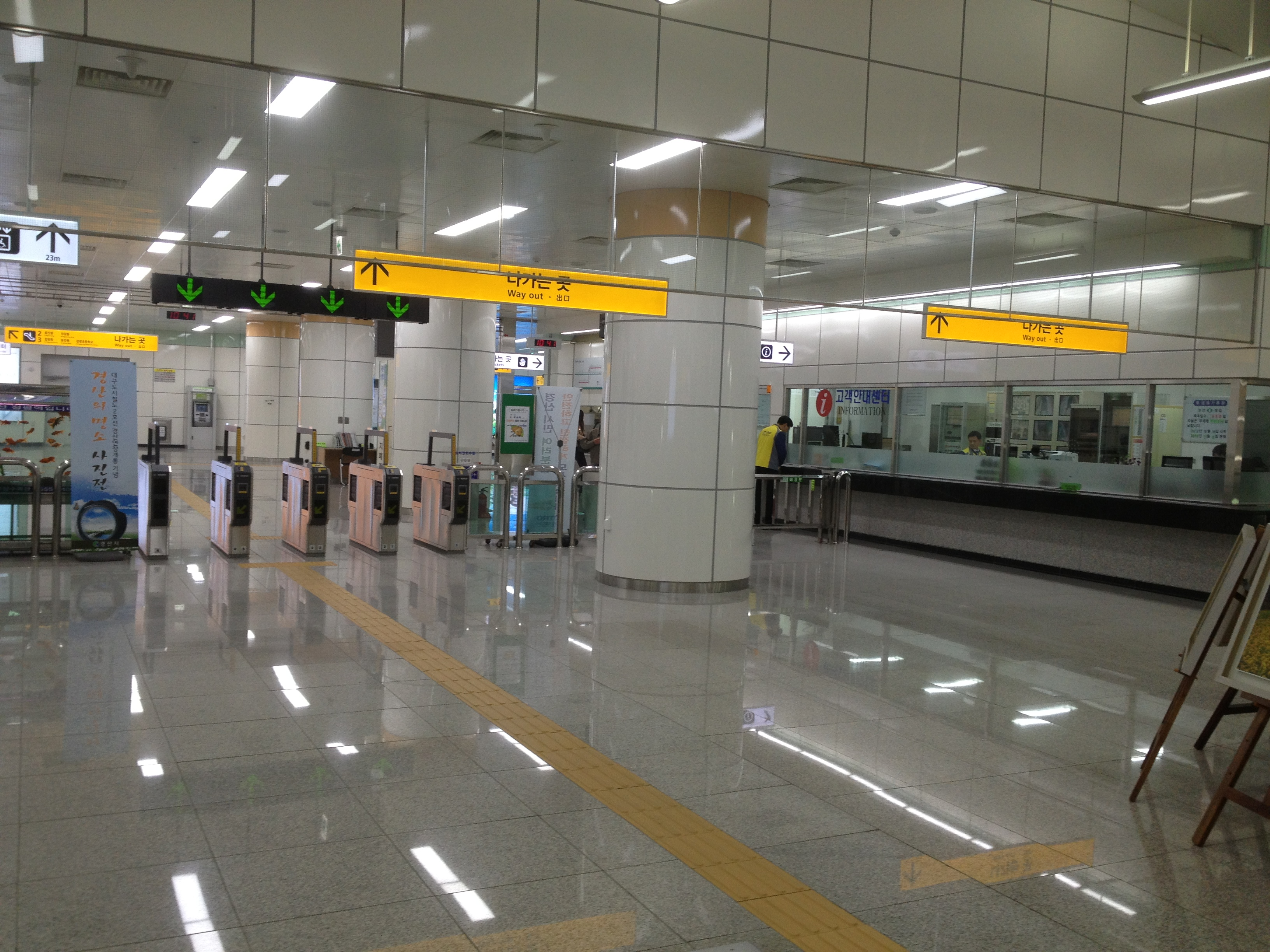
剪票閘口
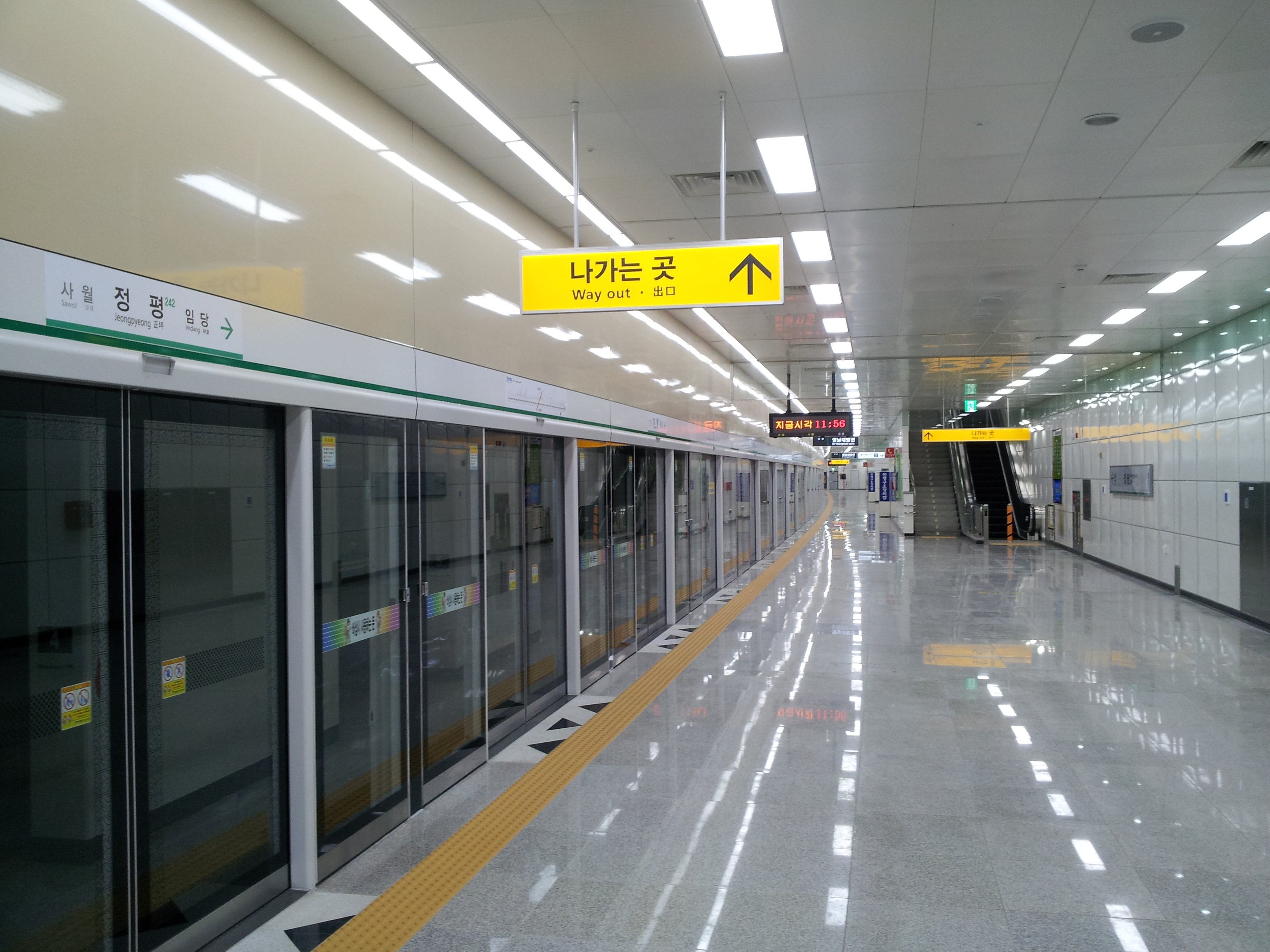
候車月台
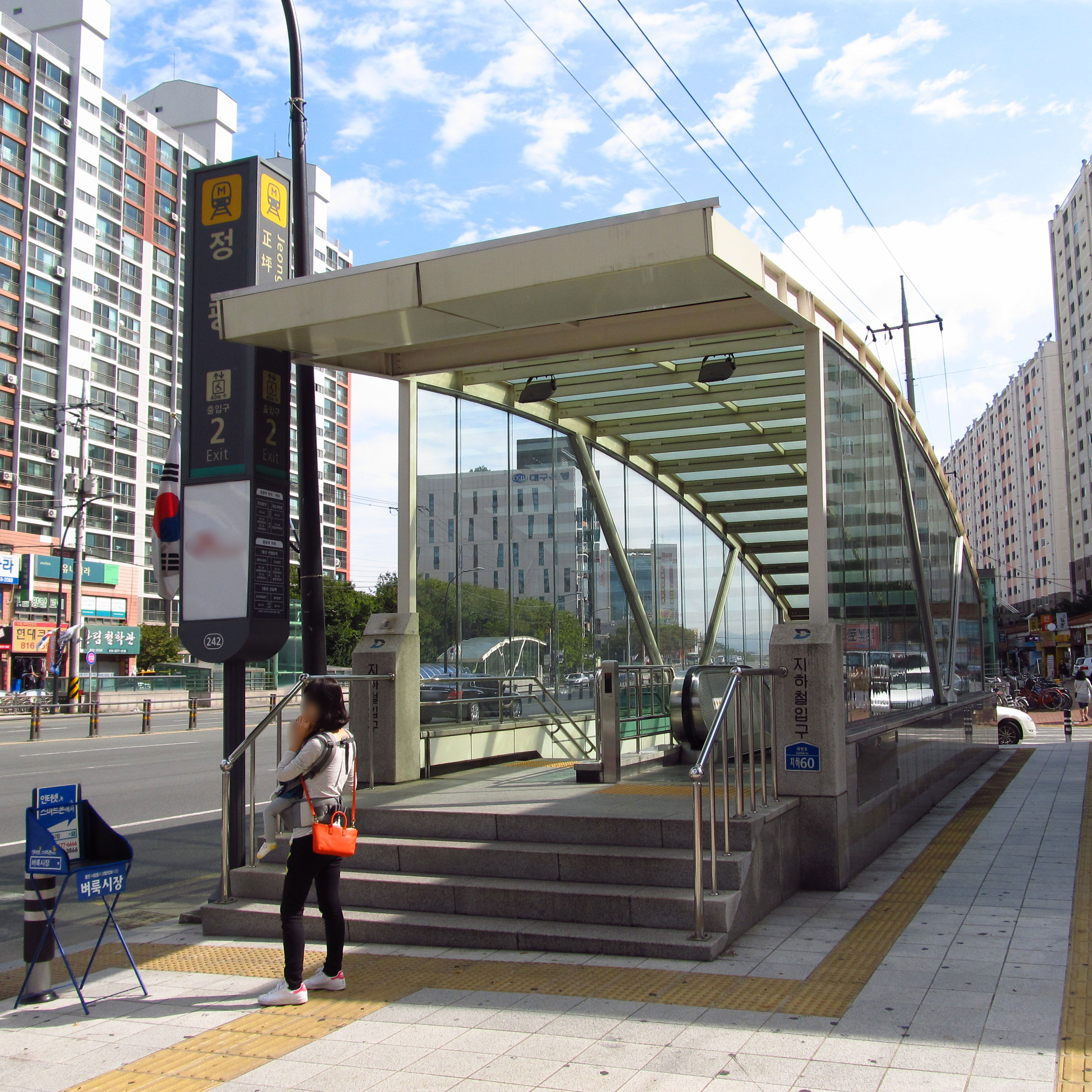
2號出口
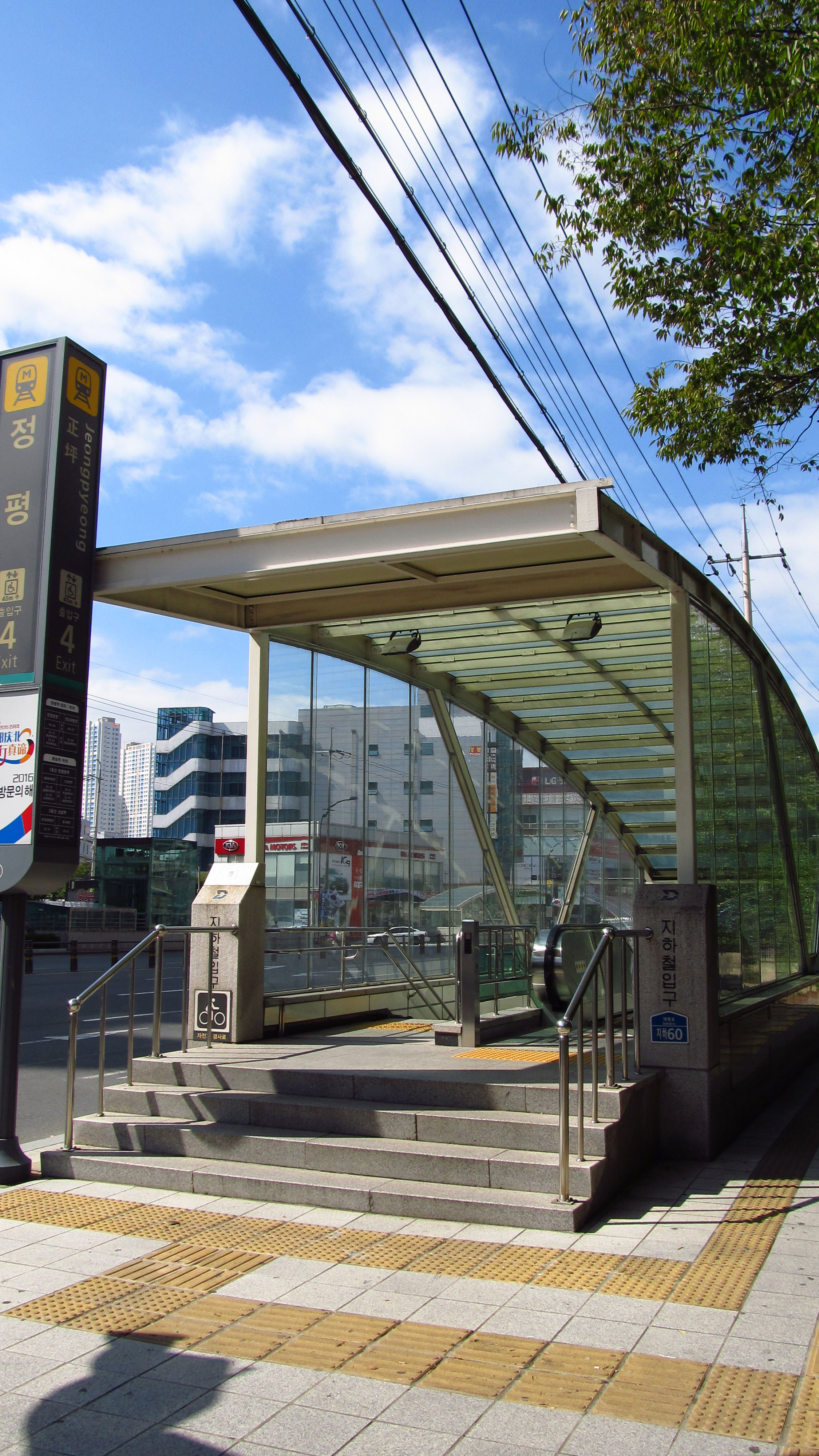
4號出口

## 相鄰車站
大邱都市鐵道公社
●大邱都市鐵道2號線
沙月（241）－正坪（242）－林堂（243）